# Urnulinella
Urnulinella es un género de foraminífero bentónico de la subfamilia Pseudocucurbitinae, de la familia Milioliporidae, de la superfamilia Soritoidea, del suborden Miliolina y del orden Miliolida. Su especie tipo es Urnulinella andrusovi. Su rango cronoestratigráfico abarca el Carniense (Triásico superior).

## Discusión
Algunas clasificaciones incluyen Urnulinella en la superfamilia Milioliporoidea.

## Clasificación
Urnulinella incluye a la siguiente especie:
- Urnulinella andrusovi